# پاتریشیا اوبی
پاتریشیا اوبی (انگلیسی: Patricia Obee؛ زادهٔ ۳۱ اکتبر ۱۹۹۱) ورزشکار روئینگ اهل کانادا است.
وی در مسابقات کشوری و بین‌المللی در مجموع برندهٔ ۳ مدال نقره، ۱ مدال برنز شده‌است.